# SS Galeka
Le SS Galeka est un navire à vapeur construit par Harland and Wolff en 1899 pour la Union-Castle Mail Steamship Company. Il est lancé le 21 octobre 1899 et achevé le 23 décembre 1899. 
Plus tard, il fut réquisitionné par les britanniques pour servir de transport de troupes puis comme navire-hôpital pendant la Première Guerre mondiale. Le 28 octobre 1916, il heurta une mine posée par le sous-marin allemand UC-26.

## Histoire

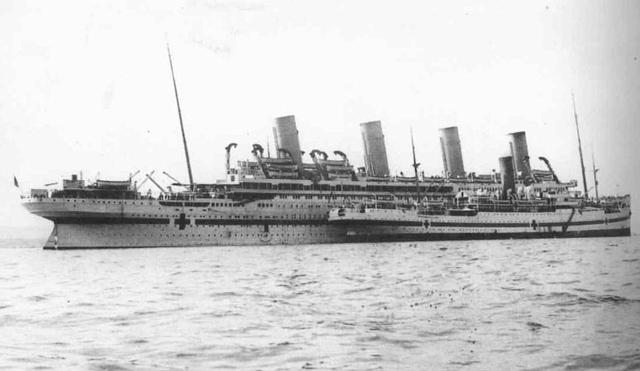
Le Galeka et le Britannic, autre paquebot au sort similaire, coulé un mois après lui dans des circonstances identiques.

Le navire est le dernier à entrer en service avant la fusion entre les compagnies maritimes Union and Castle en 1900. Il servit sur la route de l'Afrique du Sud jusqu'à la Première Guerre mondiale, lorsqu'il fut utilisé par le Royaume-Uni comme navire de transport, transportant des troupes des corps d'armée australienne et néo-zélandaise à la campagne de Gallipoli. Le Galeka fut ensuite réaménagé en navire-hôpital avec comme capacité d'hébergement 366 blessés.

### Naufrage
Le 28 octobre 1916, en entrant au Havre, le HMHS Galeka heurta une mine. Celui-ci ne transportait aucun blessé à l'époque, mais 19 membres du personnel du Royal Army Medical Corps moururent dans le naufrage. Le bateau s'échoua au Cap la Hogue mais les dégâts étaient si importants qu'il fut déclaré totalement perdu, celui-ci étant la première victime de guerre de la société Union-Castle.